# Vestre Ringvej (Viborg)
 For alternative betydninger, se Vestre Ringvej. (Se også artikler, som begynder med Vestre Ringvej)
Vestre Ringvej  er en 2 sporet hovedvej, der går vest om Viborg. Vestre Ringvej indgår i Primærrute 13, Primærrute 16 og Primærrute 26. Ringvejen ligger i forlængelse af Søndre Ringvej, der går sydvest om Viborg.
Den nuværende Vestre Ringvej åbnede for trafik i 1994.

## Forløb
Vestre Ringvej begynder i syd ved den rundkørsel, som forbinder med ringvejen med Søndre Ringvej (Primærrute 13 og 26) og Holstebrovej (Primærrute 16). Herfra fortsætter den mod nord forbi Katmosevej og Vestermarksvej/Lundvej til den rundkørsel, som forbinder ringvejen med Skivevej (Primærrute 26), Løgstørvej (Sekundærrute 533) og Nordre Ringvej (Primærrute 13 og 16).

## Historie
Der har siden slutningen af 1970'erne været udarbejdet en række forslag til omfartsveje ved Viborg. I 1988 opnåedes enighed mellem Viborg Byråd, Viborg Amtsråd og Vejdirektoratet om at etablere et omfartsvejsystem nord, vest og syd om Viborg by, som beskrevet i rapporten »Overordnede veje i Viborg-området« Vejdirektoratet, marts 1988.
Den nuværende Vestre Ringvej blev åbnet for trafik i sommeren 1994. Her åbnede den nordlige delstrækning fra Kirkebækvej til den rundkørsel, som året før var åbnet for trafik i krydset mellem Skivevej, Løgstørvej og Nordre Ringvej. Den sydlige delstrækning fra Holstebrovej til Kirkebækvej var allerede åbnet for trafik allerede i 1979. Dengang indgik den sydlige delstrækning (oprindelig den sydlige del af Agerlandsvej) sammen med nuværende Agerlandsvej i en vestlig omfartsvej mellem Holstebrovej til Vognmagervej.